# 大田站 (广州)
大田站是广珠铁路、大田铁路和江大联络线的車站，位於中國廣東省廣州市白雲區江高鎮大田村附近，於2009年啟用。本站被设计为货运站，但现时仅作会让站使用。车站与临近的广州铁路集装箱中心站接轨。